# Spezielle lineare Gruppe

Verknüpfungstafel von

Die spezielle lineare Gruppe vom Grad {\displaystyle n} über einem Körper {\displaystyle K} (oder allgemeiner einem kommutativen, unitären Ring) ist die Gruppe aller {\displaystyle n\times n} Matrizen mit Koeffizienten aus {\displaystyle K}, deren Determinante 1 beträgt; diese werden auch unimodulare Matrizen genannt. Die Gruppenverknüpfung ist die Matrizenmultiplikation.
Die spezielle lineare Gruppe vom Grad {\displaystyle n} über {\displaystyle K} wird mit {\displaystyle \operatorname {SL} (n,K)} bezeichnet. Wenn aus dem Kontext klar ist, dass der Körper die Menge {\displaystyle \mathbb {R} } der reellen oder {\displaystyle \mathbb {C} } der komplexen Zahlen ist, schreibt man auch {\displaystyle \operatorname {SL} (n)} oder {\displaystyle \operatorname {SL} _{n}}.

## Eigenschaften
Die spezielle lineare Gruppe {\displaystyle \operatorname {SL} (n,K)} ist ein Normalteiler der allgemeinen linearen Gruppe {\displaystyle \operatorname {GL} (n,K)}.
Die Faktorgruppe {\displaystyle \operatorname {GL} (n,K)/\operatorname {SL} (n,K)} ist isomorph zu {\displaystyle K^{*}}, der Einheitengruppe von {\displaystyle K} (für einen Körper {\displaystyle K} ist {\displaystyle K^{*}} gleich {\displaystyle K\setminus \{0\}}). Der Beweis erfolgt über den Homomorphiesatz mit der Determinante als Homomorphismus.
Wichtige Untergruppen der {\displaystyle \operatorname {SL} (n,K)} sind für {\displaystyle K=\mathbb {R} } die spezielle orthogonale Gruppe {\displaystyle \operatorname {SO} (n)} und für {\displaystyle K=\mathbb {C} } die spezielle unitäre Gruppe {\displaystyle \operatorname {SU} (n)}.
Die spezielle lineare Gruppe {\displaystyle \operatorname {SL} (n,K)} über dem Körper {\displaystyle K=\mathbb {R} } oder {\displaystyle K=\mathbb {C} } ist eine Lie-Gruppe über {\displaystyle K} der Dimension {\displaystyle n^{2}-1}.
Die speziellen linearen Gruppen sind algebraische Gruppen, da die Bedingung, dass die Determinante gleich 1 sein muss, durch eine polynomiale Gleichung in den Matrix-Koeffizienten ausgedrückt werden kann.
Die spezielle lineare Gruppe {\displaystyle \operatorname {SL} (n,K)} beinhaltet alle orientierungstreuen und volumenerhaltenden linearen Abbildungen.